# Civeton
Civeton je organická sloučenina patřící mezi cyklické ketony; jedná se hlavní aromatickou složku cibetu. Také je feromonem u cibetky africké. Má silný pižmový zápach, který se při nízkých koncentracích stává příjemným. Civeton je podobný muskonu, obsaženému v pižmu. Obvykle se vyrábí z látek obsažených v palmovém oleji.

## Použití
Civeton slouží jako fixační látka v parfémech a používá se také jako ochucovadlo.
Biologové používají k nalákání jaguárů k fotografickým pastím kolínskou vodu; předpokládá se, že v ní obsažený civeton má zápach, který jaguárům připomíná značkování teritorií.